# Ehn
Pour les articles homonymes, voir Ehn (homonymie).
L'Ehn est une rivière française du Grand Est, précisément du département du Bas-Rhin dans la région historique et culturelle d'Alsace. Elle coule sur le versant oriental du massif des Vosges, rejoint la ville d'Obernai (« Oberehnheim qui peut se décomposer en : Ober Ehn Heim » en langage allemand ce qui peut se traduire par village du cours supérieur de l'Ehn), puis le gros village de Niedernai (« Niederehnheim qui peut se décomposer en : Nieder Ehn Heim » en langage allemand ce qui peut se traduire par village du cours inférieur de l'Ehn) avant de poursuivre un cours initialement sinueux et à bras multiples, mais aujourd'hui rectifié dans la plaine rhénane. L'Ehn est un affluent de l'Ill près de Illkirch-Graffenstaden, donc un sous-affluent du Rhin.

## Géographie
L'Ehn prend sa source dans un vallon au soleil levant, à l'est du col du Rothlach, au nord-ouest de la tête du Neuntelstein au revers et à proximité du chemin des bornes. Les sources dite de la Soutte, autrefois des prés de la Soutte, indiquent simplement un ancien abri pastoral du XIXe quand les hauteurs étaient encore des chaumes. Le lieu-dit est à 927 mètres d'altitude, sur le territoire de la commune d'Ottrott, commune qui abrite la célèbre abbaye de Hohenbourg (communément connue sous le nom d'abbaye du mont Sainte-Odile) sur le Hohenburg, inscrite dans l'ancien oppidum dit du Mur païen, ainsi que ses vastes forêts.
Dans son bassin montagnard qui représente 35 km2 sur un bassin global de 167 km2, la rivière plonge dans une vallée encaissée plus de 500 mètres plus bas. Elle reçoit sur sa gauche comme affluents le Moosbach, l'Eisenbach, les modestes Wildsbret et Engen ainsi que les ruisselets du Heiden. Sur sa droite, elle perçoit le ruisseau du Kreutzweg, les ruisselets modestes du Kagenfels, et surtout à Vorbrück à 340 mètres d'altitude le Dimpfelbach grossi précédemment du Fullochbach et des sources à l'occident du Hohenburg. Ce dernier affluent est régulièrement alimenté par les eaux sorties des puissantes couches gréseuses du mont Sainte-Odile, qui joue le rôle d'aquifères. Ceux-ci sont exploités par forage ou captage, notamment pour les besoins urbains d'Obernai.
À l'ouest et au nord de son bassin montagnard, les grès vosgiens supérieurs ont été érodés pour laisser place à un substrat granitique, du type granite de Kagenfels.
L'Ehn entre à 300 mètres d'altitude dans le village de Klingenthal, et fait frontière entre les communes d'Ottrott (rive droite), et de Bœrsch (rive gauche). Après son défilé entre Steinberg et les contreforts de l'Eichwaeldel, l'Ehn entre dans son bassin des collines sous-vosgiennes, comprenant 30 km2. De Ottrott à Obernai, il parcourt une contrée de vignes, de prairies, de vergers, installée sur des sols à soubassement d'alluvions quaternaires, parfois lœssique. Sa pente faible ne dépasse pas 1 %.
L'Ehn est en partie détournée par le canal de l'Ehn, 6,8 km, en aval au lieu-dit Kupferhammer, qui traverse le hameau de Saint-Léonard (annexe de la commune de Bœrsch), puis la commune de Bœrsch où il rejoint la rivière Muhlbach.
Le cours principal de l'Ehn et la Muhlbach se rejoignent en amont d'Obernai qu'ils traversent vers l'est.
L'Ehn arrose dans son dernier parcours de plaine successivement les communes de Niedernai, Meistratzheim, Krautergersheim, Blaesheim, Geispolsheim (village et gare). C'est sur le territoire de celle-ci qu'elle se jette dans l'Ill, affluent alsacien du Rhin à la hauteur de la commune d'Illkirch-Graffenstaden, à 142 m d'altitude, au sud de Strasbourg.
À partir de Niedernai, le cours de plaine est considérablement ralenti. Les dépôts de limons, de sables fins s'effectue. En aval de Meistratzheim, l'Ehn rejoint le bruch de l'Andlau. Il s'agit d'une zone déprimée holocène, qui était connue autrefois pour être une étendue marécageuse couverte de taillis, de broussailles. Le paysage correspond aujourd'hui plutôt à un lacis de fossés. L'Ehn reçoit un dernier affluent notable, le Rosenmeer, en face de Innenheim.

### Communes et cantons traversés
Dans le seul département du Bas-Rhin, l'Ehn traverse les onze communes suivantes, de l'amont vers l'aval, de Ottrott (source), Bœrsch, Obernai, Niedernai, Meistratzheim, Krautergersheim, Bischoffsheim, Innenheim, Blaesheim, Geispolsheim, Illkirch-Graffenstaden.
Soit en termes de cantons, l'Ehn prend source dans le canton de Molsheim, traverse le canton d'Obernai, canton de Lingolsheim, conflue dans le canton d'Illkirch-Graffenstaden, le tout dans l'arrondissement de Molsheim, arrondissement de Sélestat-Erstein, l'arrondissement de Strasbourg.

### Bassin versant
L'Ehn traverse les cinq zones hydrographiques A260, A261, A262, A263, A264 pour une superficie totale de 167 km2. Ce bassin versant est composé à 59,88 % de « territoires agricoles », à 29,03 % de « forêts et milieux semi-naturels », à 10,78 % de « territoires artificialisés », à 0,14 % de « surfaces en eau ».

## Affluents
L'Ehn a huit tronçons affluents référencés :
- le ruisseau Moosbach (rg), 1 km sur la seule commune d'Ottrott ;
- le ruisseau Eisenbach (rg), 1,6 km sur les deux communes de Bœrsch et d'Ottrott ;
- le ruisseau Dimpflbach (rd), 4,2 km sur la seule commune d'Ottrott avec un affluent ;
- le ruisseau de Bœrsch (rd), 6 km sur les trois communes de Bœrsch, Rosheim, Obernai ;
- le ruisseau le Rosenmeer (rg), 13,1 km sur les quatre communes de Rosheim, Innenheim, Griesheim-près-Molsheim, Rosenwiller ;
- le ruisseau le Ruthengraben (rd), 2,1 km sur les deux communes de Blaesheim, et Innenheim ;
- le Canal de l'Ehn, 6,8 km[3] avec un affluent :
  - le ruisseau Neumattgraben ;
- le ruisseau le Vieil Ergelsenbach (rd), 13,1 km sur les quatre communes de Geispolsheim, Lipsheim, Hindisheim et Bischoffsheim avec deux affluents.

Donc son rang de Strahler est de trois.

## Hydrographie

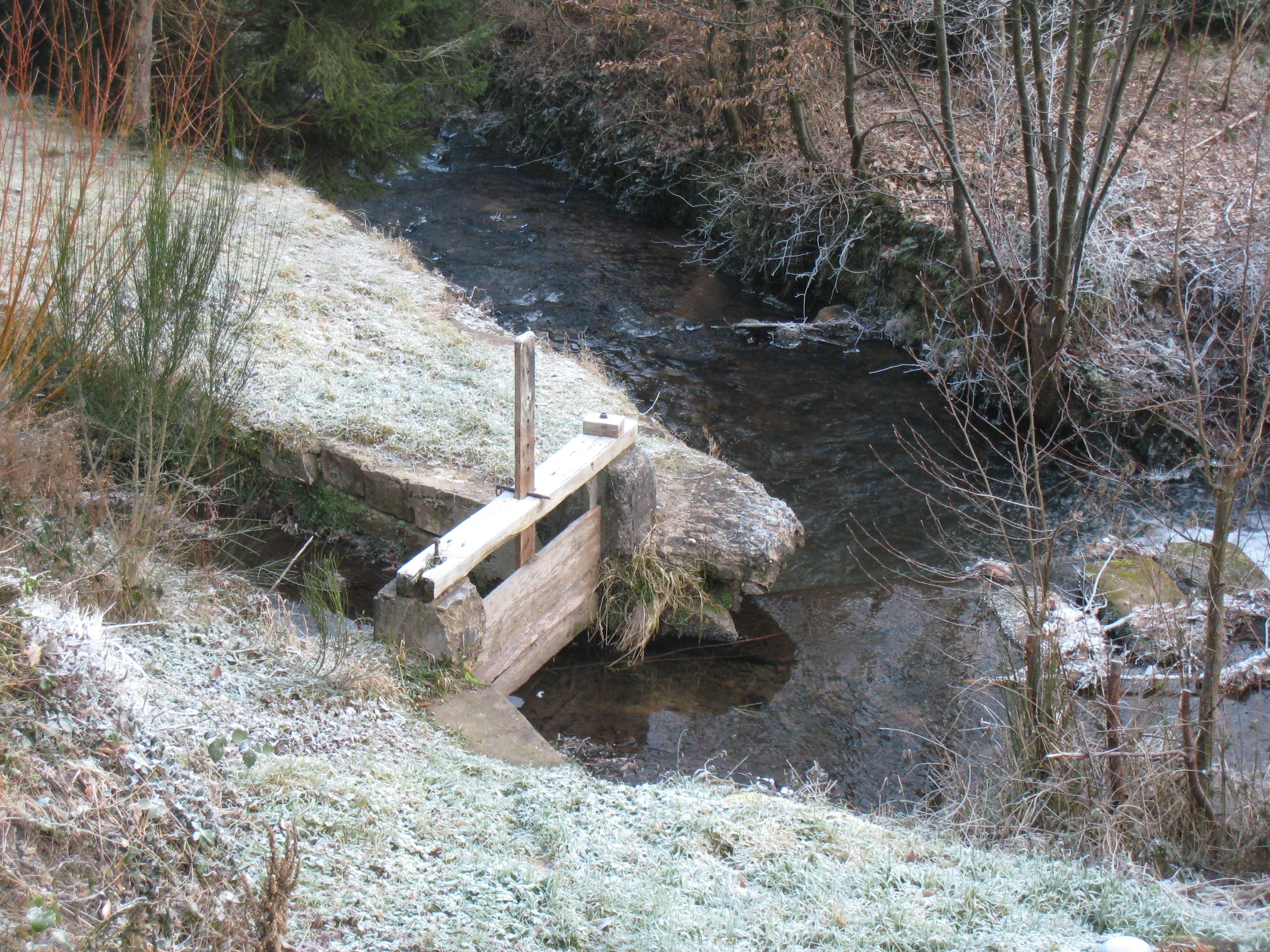
À Klingenthal, barrage sur l'Ehn et canal pour alimenter ateliers et forges.

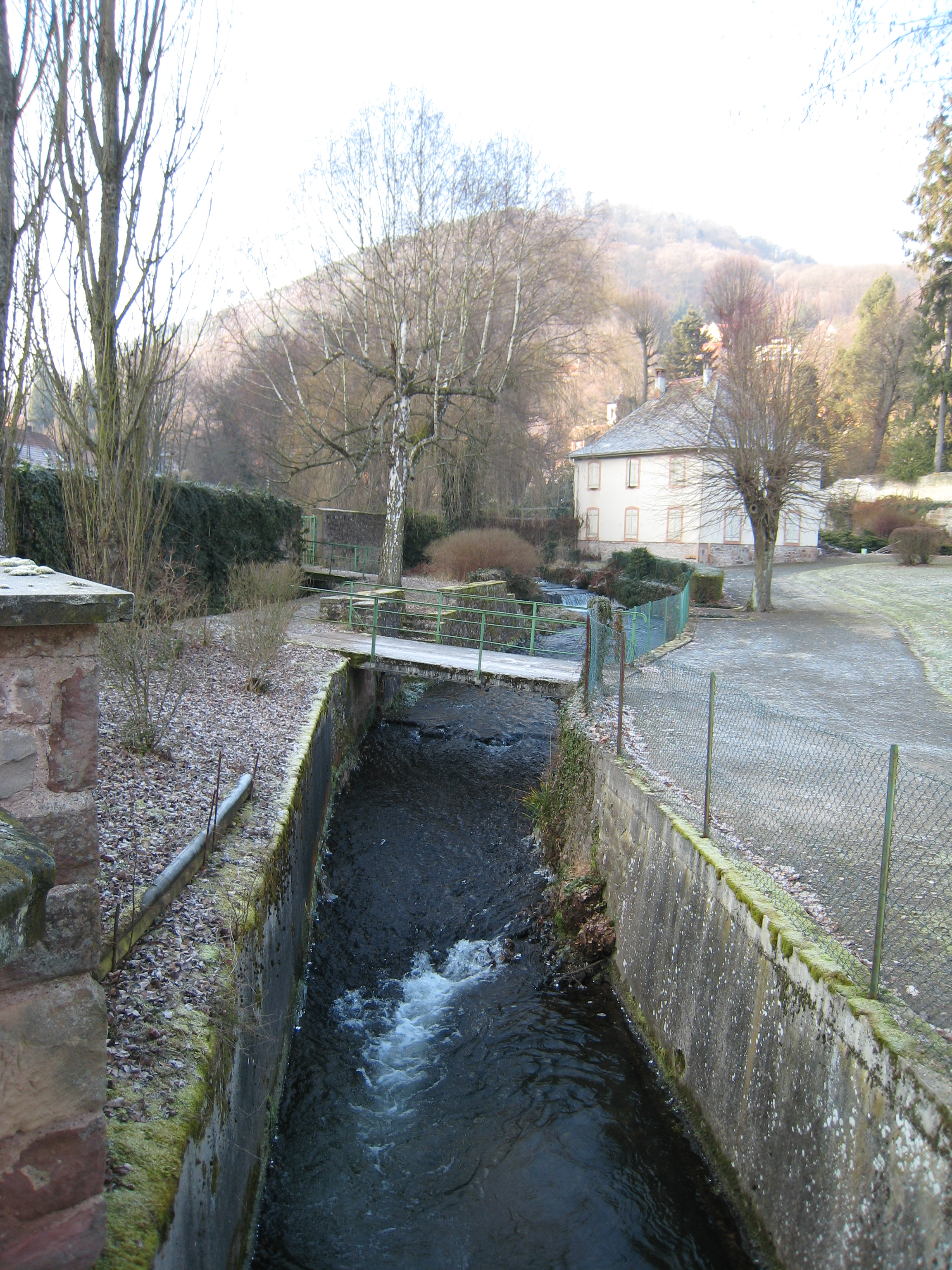
À Klingenthal, canal principal de l'Ehn.

Les hautes eaux de l'Ehn se placent en février, les basses eaux en été. Les débits les plus faibles sont mesurés généralement en septembre.

### L'Ehn à Niedernai
Entre 1972 et 1981, le module à Niedernai est estimé en moyenne décennale à 10 litre par seconde et par km2. Il est faible, comparé à la rivière Andlau qui affiche le double pour des caractéristiques similaires de bassin.
Une explication de cette différence peut être donnée en deux aspects :
- la faible altitude du bassin versant qui décline très vite à moins de 700 mètres d'altitude. Les hauteurs supérieures à cette altitude ne dépassent par 3 % en superficie ;
- la situation en marge orientale du massif vosgien central, donc abritée des vents dominants d'ouest, et surtout des denses nuages pluvieux venus du sud-ouest ou du sud. La faiblesse des précipitations explique que les crues soient rares, assez peu brusques. Le danger météorologique provient des orages violents et de leurs pluies denses sur les versants.

Le débit assez soutenu, plus régulier en période de basses eaux, provient de la notable influence des terrains gréseux du mont Sainte-Odile évoqués plus haut. L'Ehn présente une analogie singulière avec les rivières alsaciennes des Vosges du Nord gréseuses.
Dans la plaine, les eaux de l'Ehn sont polluées facilement, que ce soit par les entreprises agro-alimentaires ou les effluents domestiques en amont. Il y a aussi correspondance avec les pollutions diverses de la nappe phréatique dans le secteur de Blaesheim-Meistratzheim où s'effectuent parfois remontée, mélange et descente des eaux.

## Histoire
L'Ehn sépare les bans des communes de Bœrsch (sur sa rive gauche) et d'Ottrott (sur sa rive droite). Ainsi il coupe le village de Klingenthal en deux parties communales distinctes. Aujourd'hui, les deux communes appartiennent au même canton de Rosheim dans l'arrondissement de Molsheim. Mais Bœrsch était contrôlée autrefois en partie par l'évêque de Strasbourg, le chapitre de Strasbourg rachète l'ensemble des droits sur la petite ville au milieu de son vignoble en 1466. Ottrott pour sa partie haute dépendait des abbesses et du chapitre du mont Sainte-Odile, alors que sa partie basse était échue à différents seigneurs regroupés en une mairie dès le XIIIe siècle.
Dans la traversée du Klingenthal, l'Ehn a donné sa force motrice aux ateliers hydrauliques (forges et aiguiseries) de la Manufacture Royale d'armes blanches crée en 1730 par Louis XV, et qui a donné naissance au village.
L'Ehn donne son nom à Obernai (Oberehnheim) et Niedernai (Niederehnheim). En effet, la dernière syllabe provient de l'altération ancienne d'un équivalent toponymique actuel Ehnheim, les préfixes ober et nieder signifiant haut et bas.
Le savant érudit Jean-Daniel Schoepflin, dans sa description géographique d'Alsace (Alsatia Illustrata Tome 1 page 65), signale que l'Ehn a longtemps conservé un autre nom pour son cours de plaine, Ergers du gallo-romain Ergisa. Cette dénomination explique la vieille localité d'Ergersheim, et la commune actuelle de Krautergersheim.

## Pollution
La station d’épuration du Syndicat mixte du bassin de l’Ehn à Meistratzheim rejette 15,5 g de PFAS (prononcer pi-fass à l'anglaise) par litre d'effluent.